# Guy Oseary
Guy Harley Oseary (Jerusalén, 3 de octubre de 1972) es un mánager y escritor israelí nacionalizado estadounidense. Entre sus clientes más notables se encuentran Madonna y U2.

## Biografía

### Primeros años y vida personal
Oseary nació el 3 de octubre de 1972 en Jerusalén, en el seno de una familia judía. Se crio en California y asistió al Instituto de Beverly Hills. En 2006 inició una relación sentimental con la modelo brasileña Michelle Alves y contrajo matrimonio con ella el 24 de octubre de 2017. La pareja tiene cuatro hijos.

### Carrera
Oseary comenzó como representante independiente de A&R en 1989 con apenas diecisiete años. Pronto se convirtió en uno de los primeros empleados del sello discográfico Maverick de la cantante y actriz Madonna en 1992. En dicha compañía empezó a avanzar hasta convertirse en presidente, representando una lista de artistas que incluía a The Prodigy, Alanis Morissette, Deftones, The Wreckers, Paul Oakenfold y Michelle Branch. También participó en la creación de bandas sonoras de franquicias como Austin Powers, The Matrix y Kill Bill. Oseary llevó a Maverick a vender más de 100 millones de álbumes en todo el mundo y aseguró su posición como uno de los principales sellos boutique de la industria.
Como parte de Maverick Films, produjo ejecutivamente las dos primeras incursiones del músico y cineasta Rob Zombie en la realización de largometrajes: House of 1000 Corpses y The Devil's Rejects; y cuatro películas de la saga Crepúsculo: Twilight, New Moon, Eclipse y Breaking Dawn - Part 1. También es productor ejecutivo de los programas de la NBC Last Call with Carson Daly y New Year's Eve with Carson Daly.
En mayo de 2004 se asoció con Jason Weinberg y Stephanie Simon para convertirse en director de Untitled Entertainment, una empresa de gestión de talentos con oficinas en Beverly Hills y Nueva York. En 2005 se convirtió en el mánager de su antigua socia Madonna y la guio durante las giras Confessions Tour (2006), Sticky & Sweet Tour (2008-09) y The MDNA Tour (2012), que se encuentran entre las giras de conciertos más taquilleras de todos los tiempos.
El 12 de noviembre de 2013 se anunció que Oseary sustituiría a Paul McGuinness como mánager de la banda de rock irlandesa U2 en un acuerdo de 30 millones de dólares por el que Live Nation compraría tanto Maverick como la empresa de gestión de U2, Principle Management. Oseary es también el mánager de la actriz y comediante Amy Schumer y de la agrupación Red Hot Chili Peppers.
En marzo de 2020, Oseary dejó su cargo en Maverick.